# Eksjö (comuna)
Eksjö (em sueco: Eksjö kommun) é uma comuna da Suécia localizada no condado de Jönköping. Sua capital é a cidade de Eksjö. Possui 799 quilômetros quadrados e segundo censo de 2018, havia 17 667 habitantes.

## Localidades principais
Localidades com mais população da comuna:
- Eksjö – 10 652 habitantes
- Mariannelund – 1 626 habitantes